# Missões diplomáticas da Suécia

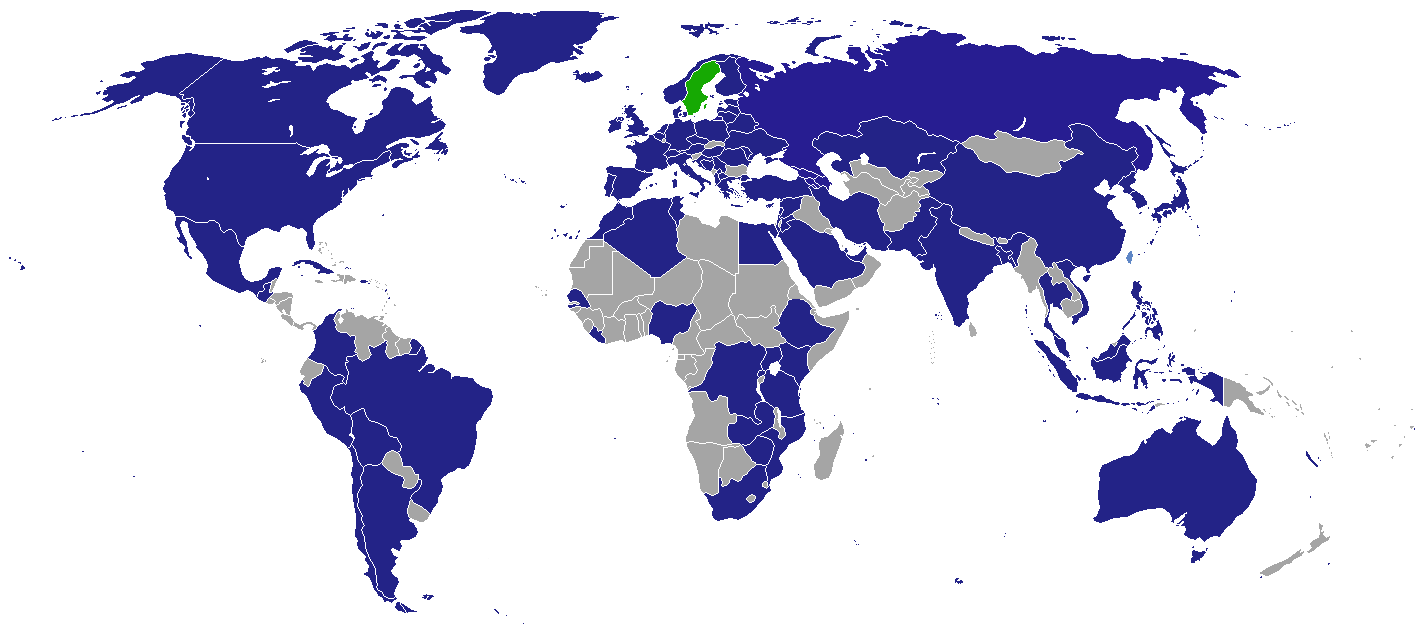
Missões diplomáticas da Suécia.

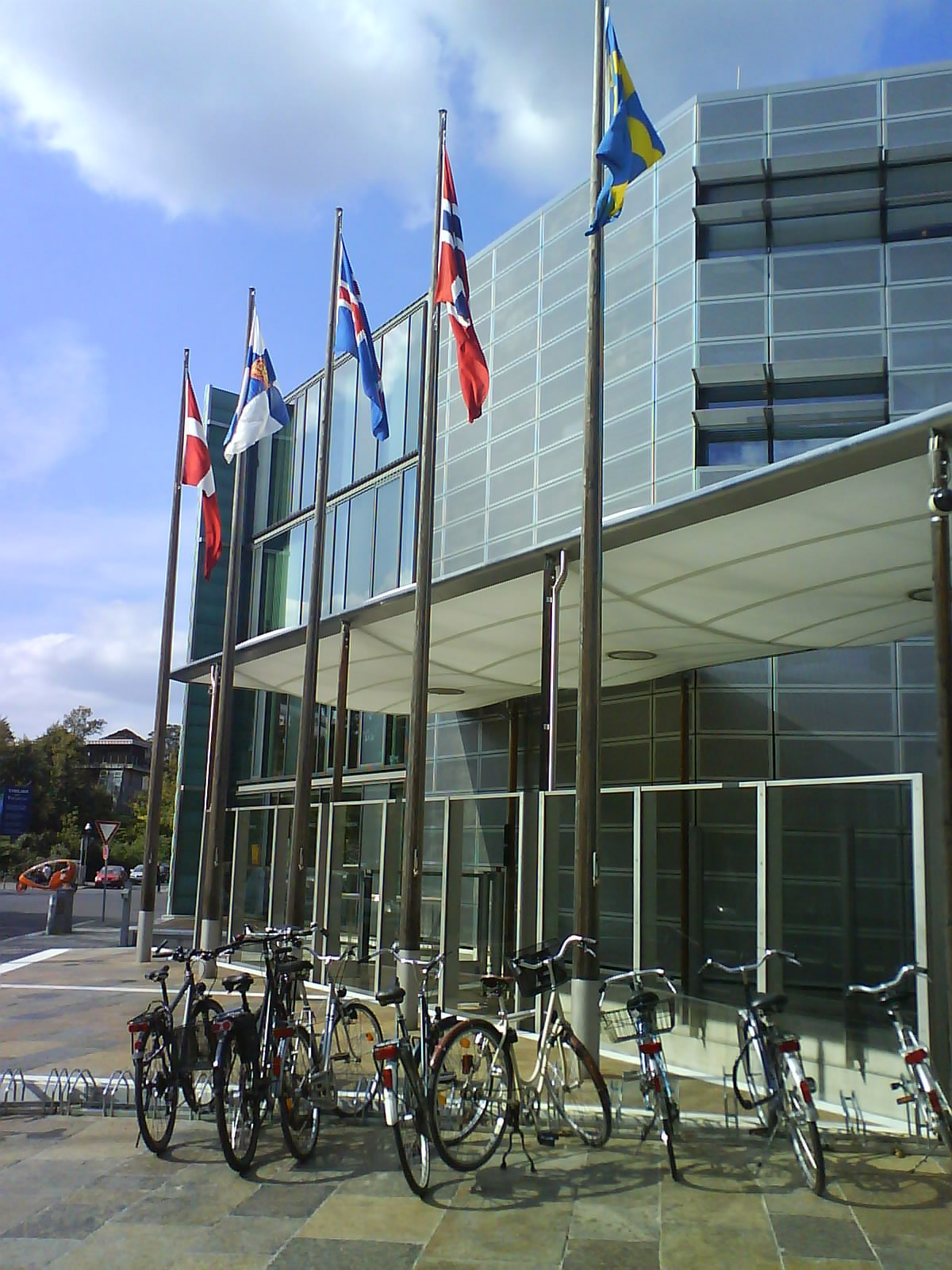
Embaixada da Suécia em Berlim, Alemanha.

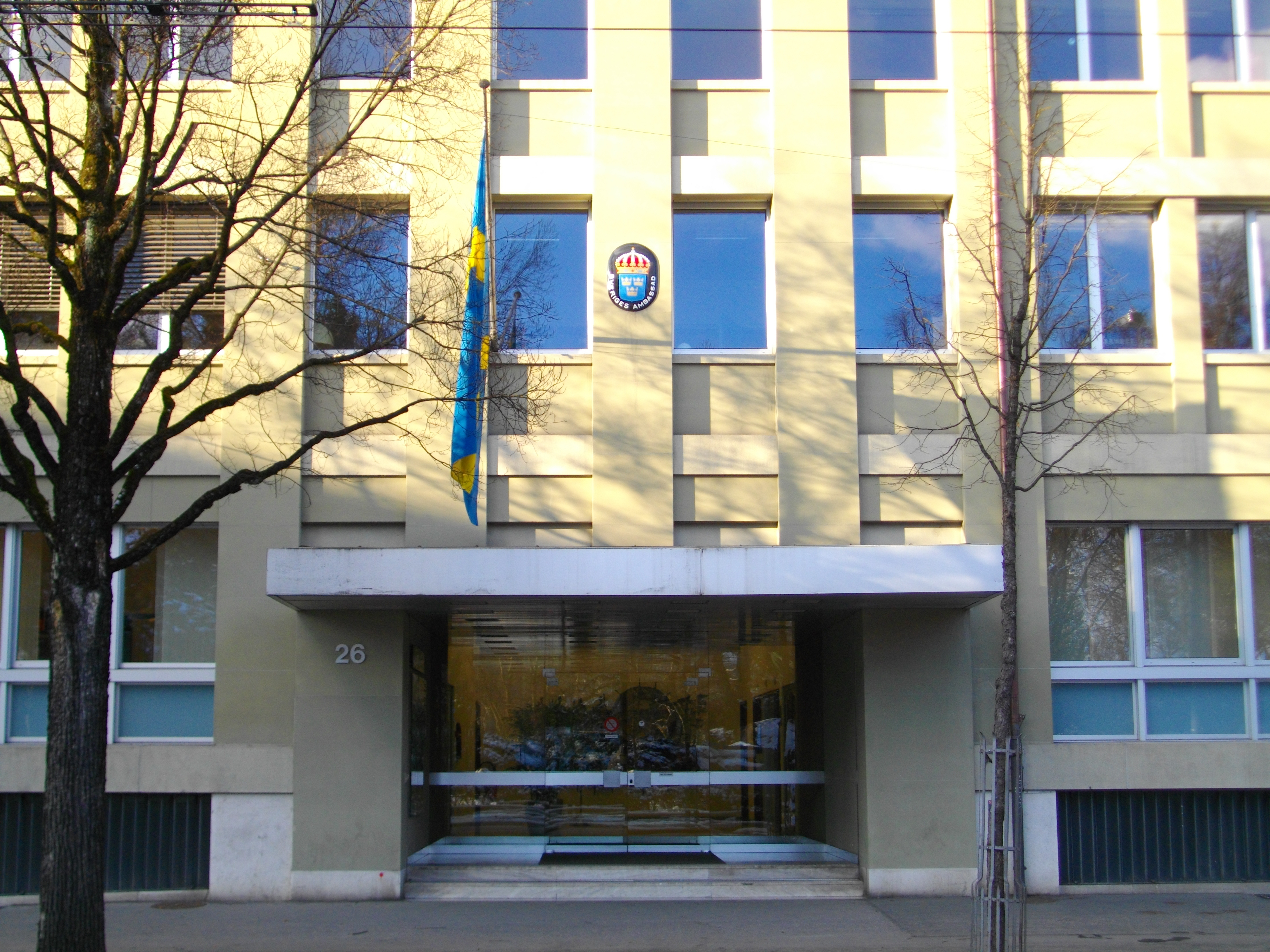
Embaixada da Suécia em Berna, Suíça.

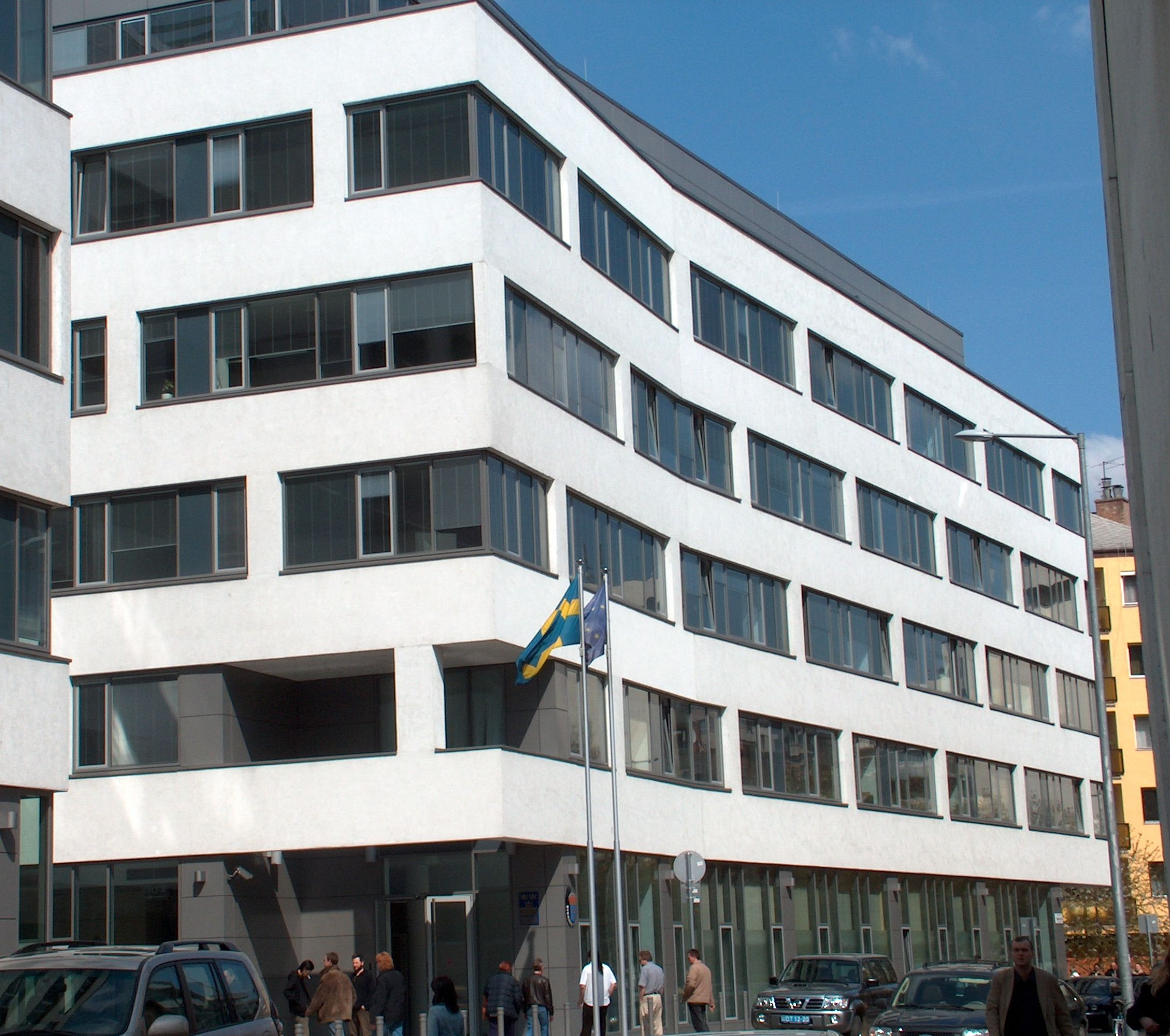
Embaixada da Suécia em Budapeste, Hungria.

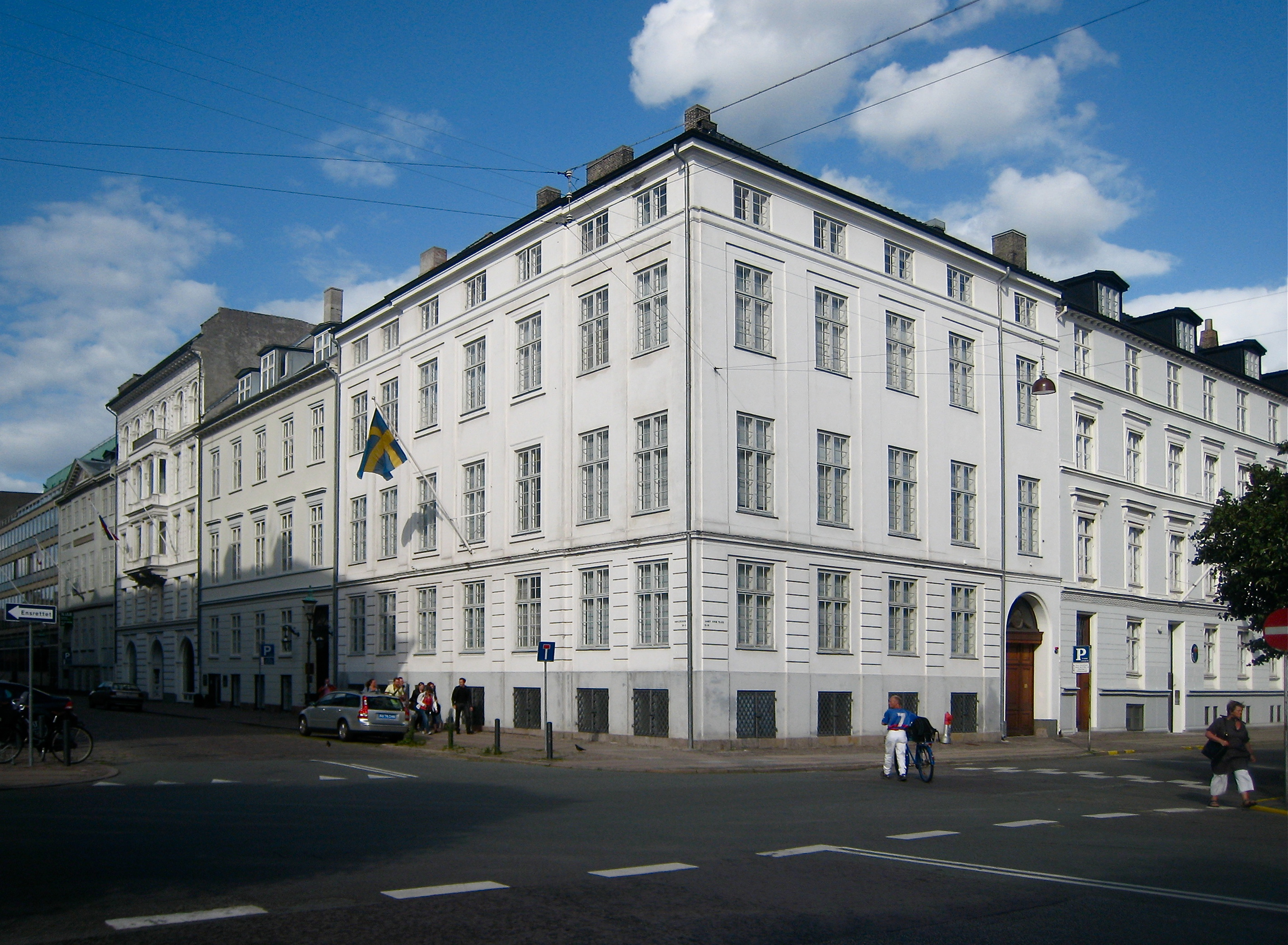
Embaixada da Suécia em Copenhague, Dinamarca.

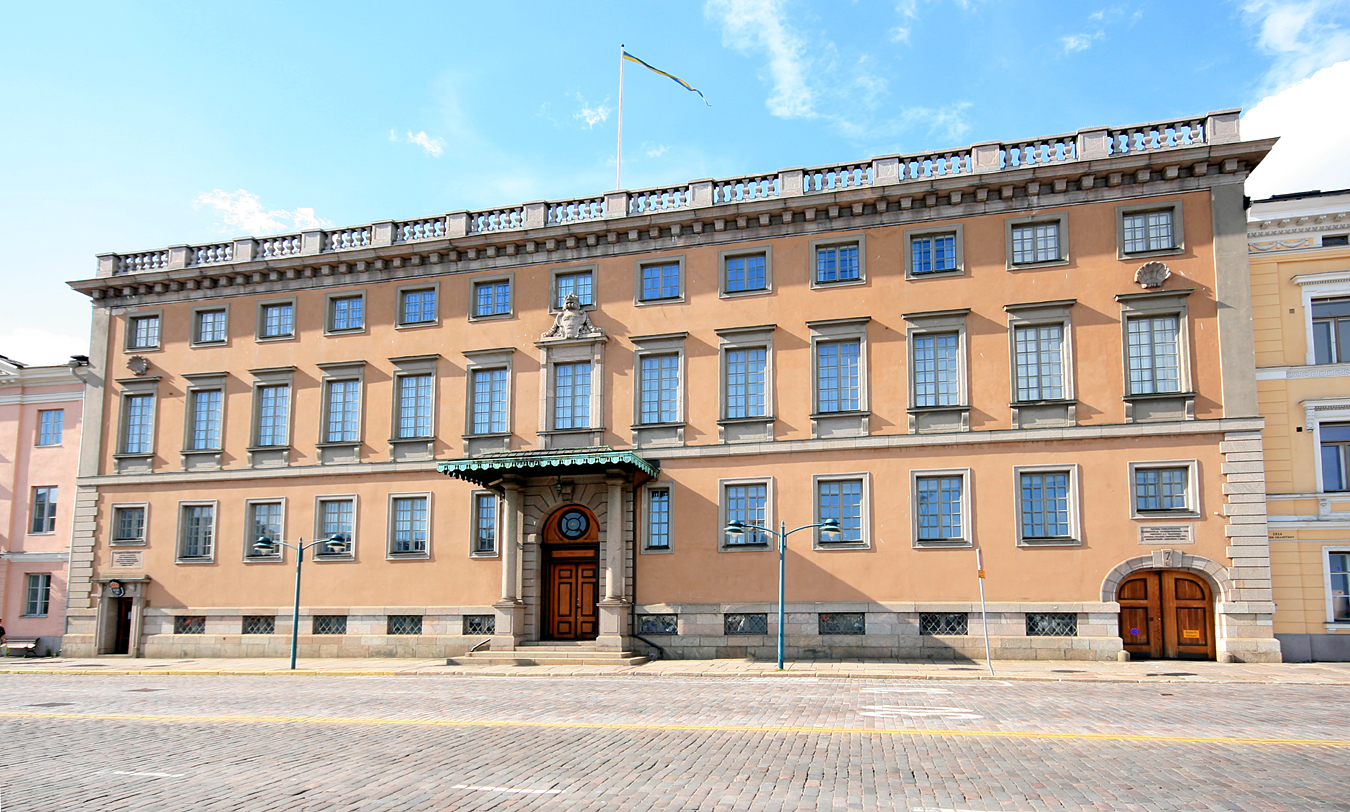
Embaixada da Suécia em Helsinque, Finlândia.

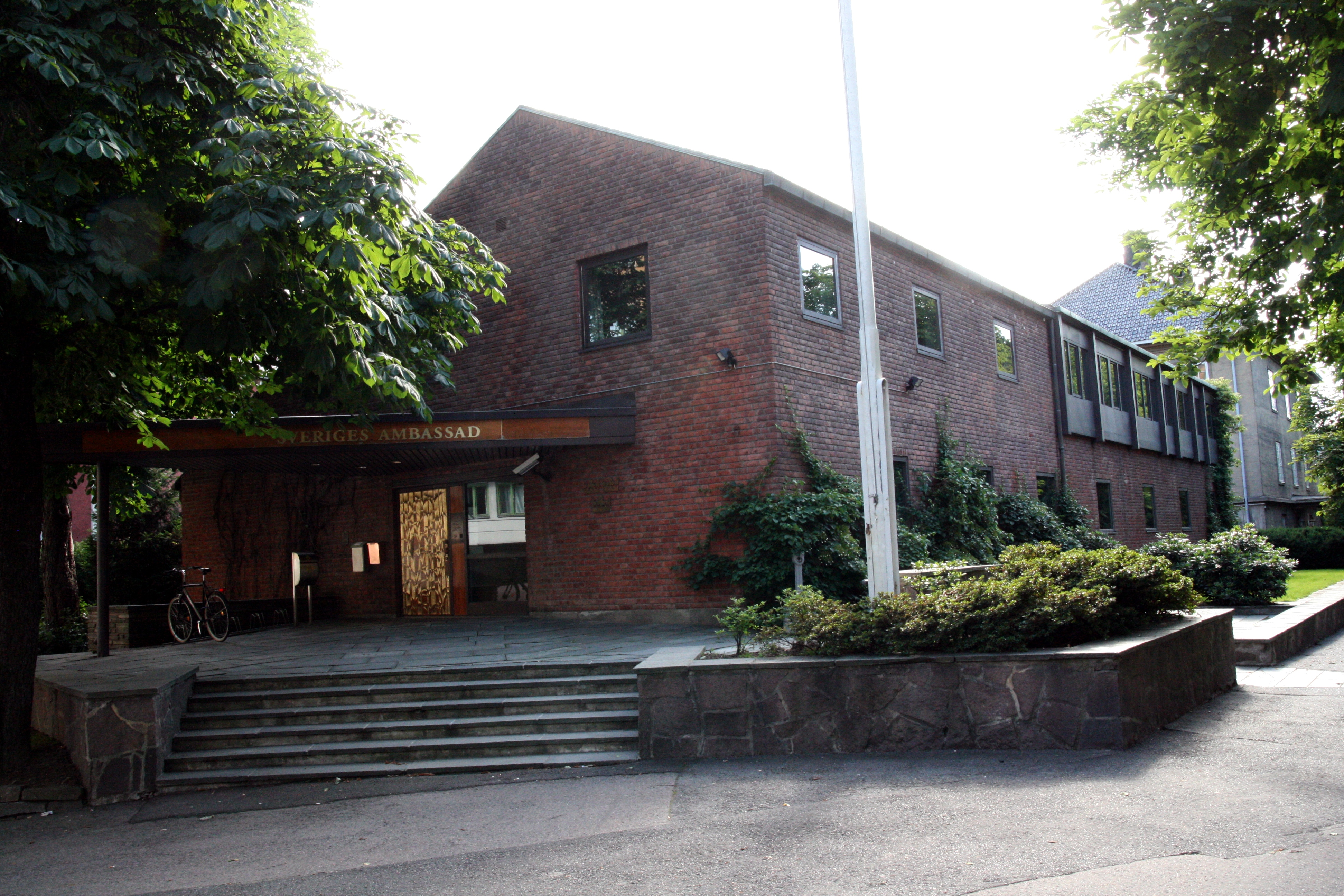
Embaixada da Suécia em Oslo, Noruega.

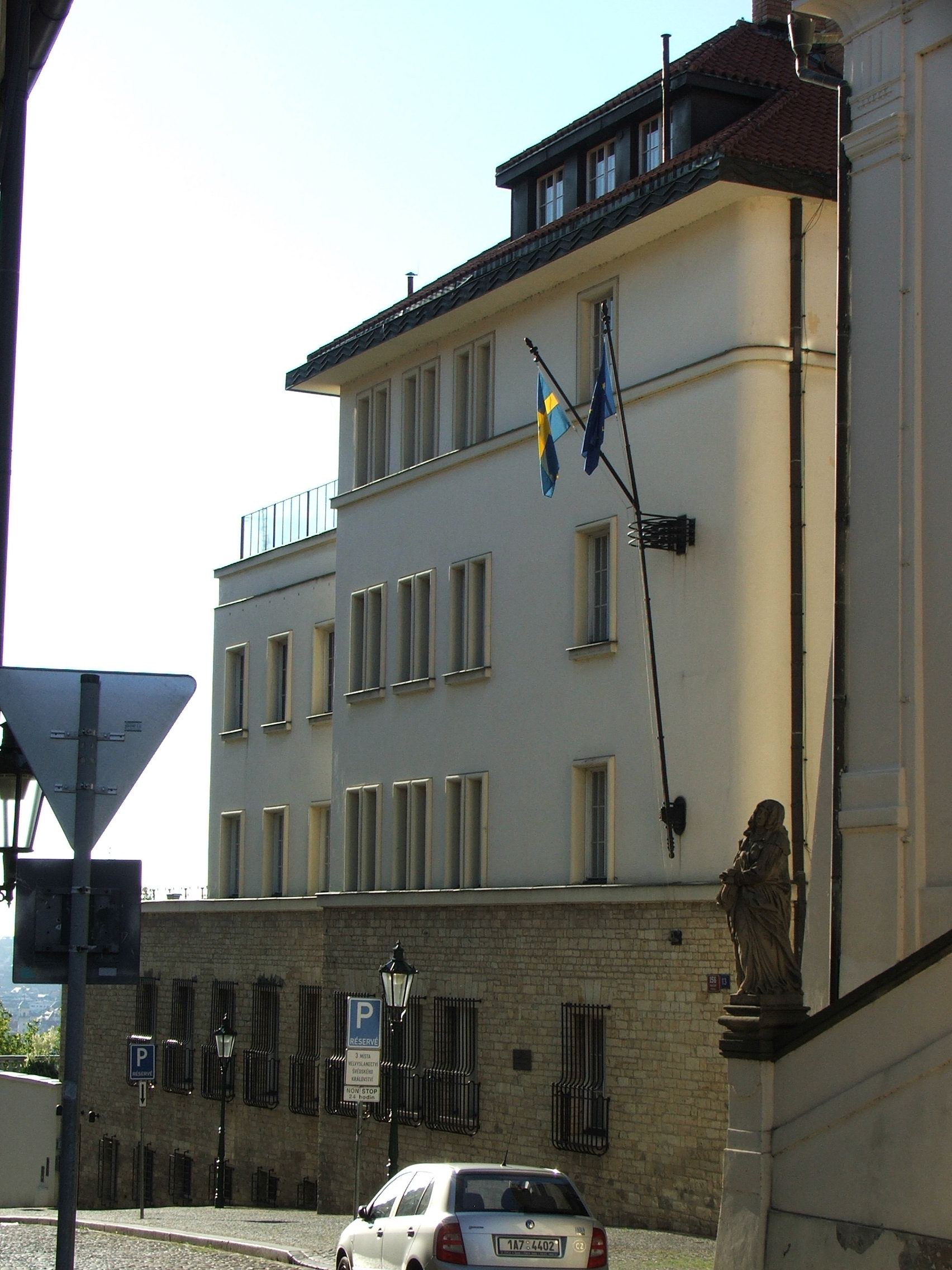
Embaixada da Suécia em Praga, República Tcheca.

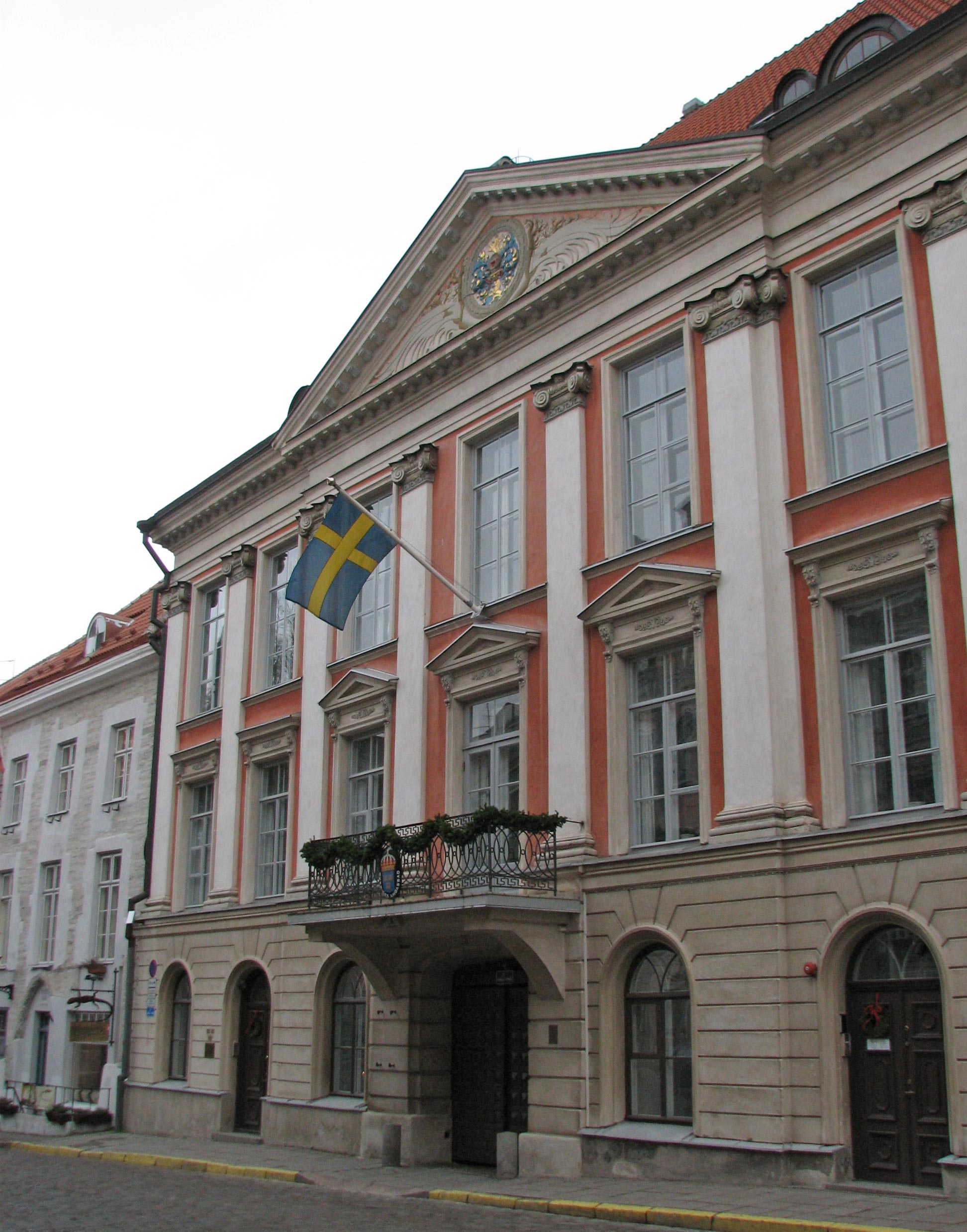
Embaixada da Suécia em Tallin, Estônia.

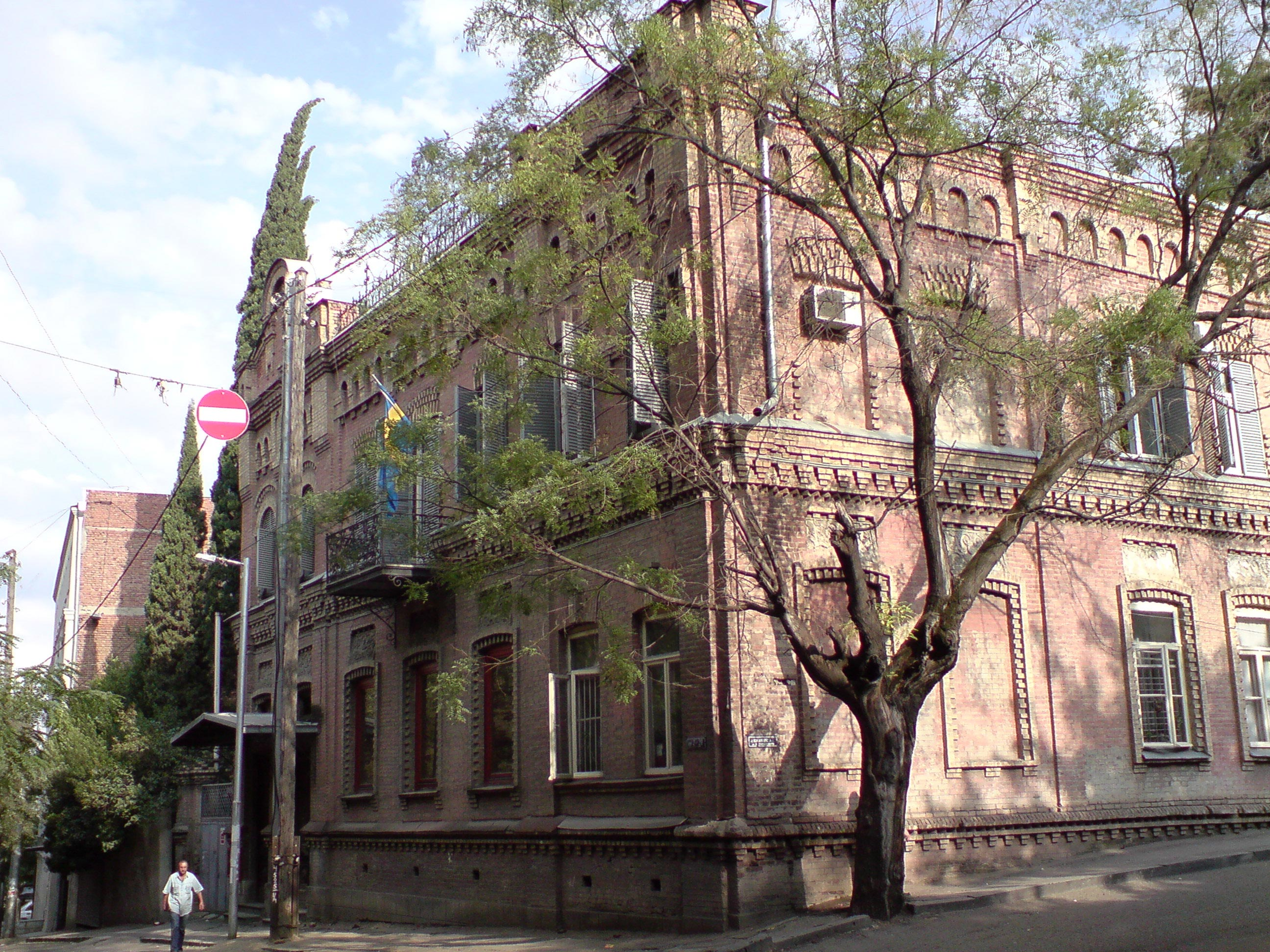
Embaixada da Suécia em Tbilisi, Geórgia.

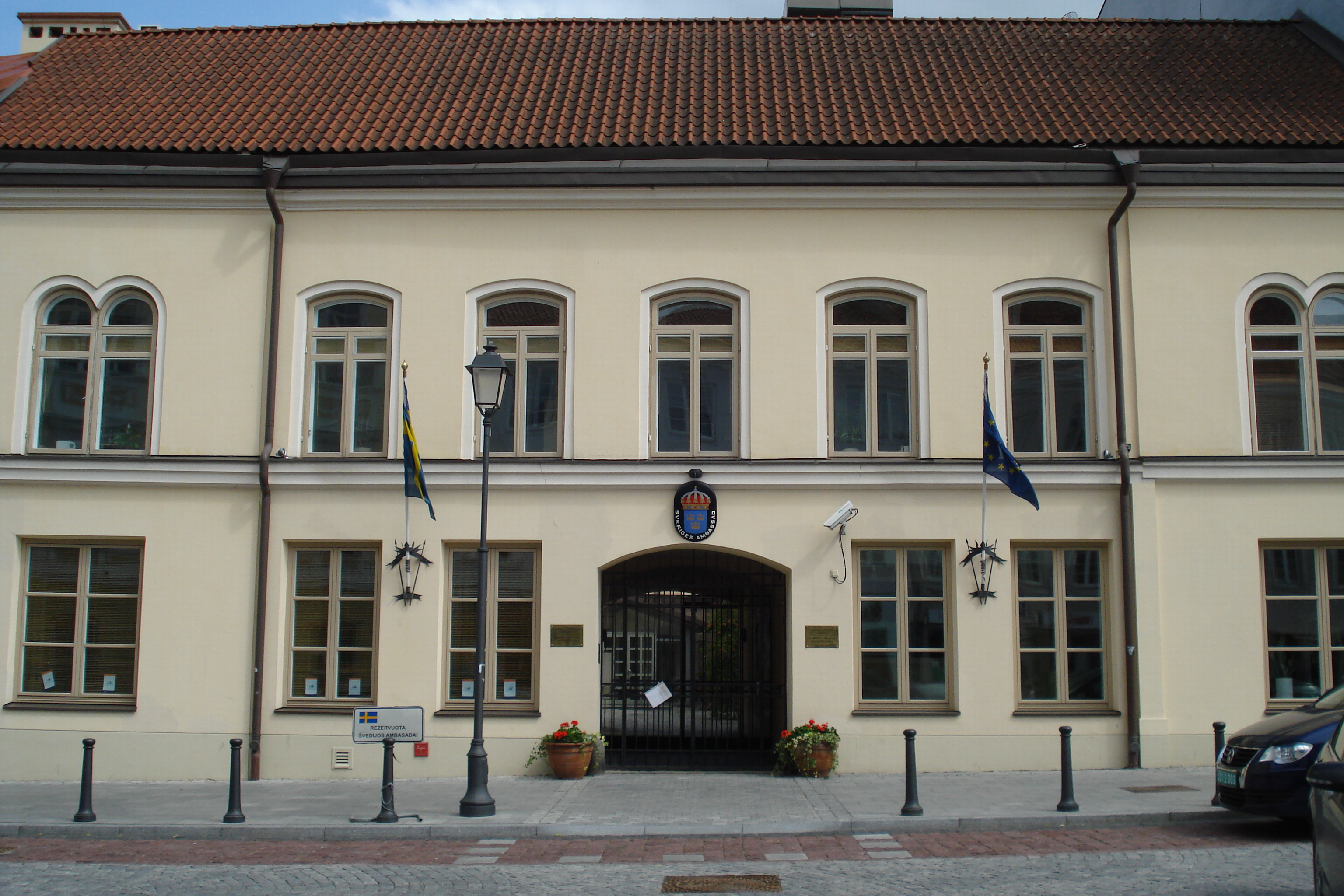
Embaixada da Suécia em Vilna, Lituânia.

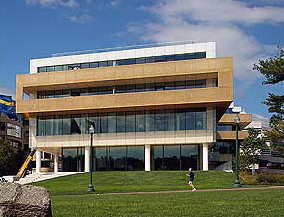
Embaixada da Suécia em Washington DC, EUA.

Abaixo se encontram as embaixadas e consulados da Suécia:

## Europa
- Alemanha
  - Berlim (Embaixada)
  - Hamburgo (Consulado-Geral)
- Áustria
  - Viena (Embaixada)
- Bélgica
  - Bruxelas (Embaixada)
- Bielorrússia
  - Minsk (Embaixada)
- Bósnia e Herzegovina
  - Sarajevo (Embaixada)
- Bulgária
  - Sófia (Embaixada)
- Chipre
  - Nicósia (Embaixada)
- Croácia
  - Zagreb (Embaixada)
- Dinamarca
  - Copenhague (Embaixada)
- Eslováquia
  - Bratislava (Embaixada)
- Eslovênia
  - Liubliana (Embaixada)
- Espanha
  - Madrid (Embaixada)
- Estónia
  - Tallin (Embaixada)
- Finlândia
  - Helsinque (Embaixada)
  - Mariehamn (Consulado-Geral)
- França
  - Paris (Embaixada)
- Geórgia
  - Tbilisi (Embaixada)
- Grécia
  - Atenas (Embaixada)
- Hungria
  - Budapeste (Embajada)
- Irlanda
  - Dublim (Embaixada)
- Islândia
  - Reykjavik (Embaixada)
- Itália
  - Roma (Embaixada)
- Letônia
  - Riga (Embaixada)
- Lituânia
  - Vilna (Embaixada)
- Luxemburgo
  - Luxemburgo (Embaixada)
- Macedônia do Norte
  - Skopje (Embaixada)
- Noruega
  - Oslo (Embaixada)
- Países Baixos
  - Haia (Embaixada)
- Polónia
  - Varsóvia (Embaixada)
  - Gdansk (Consulado-Geral)
- Portugal
  - Lisboa (Embaixada)
- Reino Unido
  - Londres (Embaixada)
  - Edimburgo (Consulado-Geral)
- Chéquia
  - Praga (Embaixada)
- Roménia
  - Bucareste (Embaixada)
- Rússia
  - Moscou (Embaixada)
  - Kaliningrado (Consulado-Geral)
  - San Petersburgo (Consulado-Geral)
- Sérvia
  - Belgrado (Embaixada)
- Suíça 
  - Berna (Embaixada)
- Ucrânia
  - Kiev (Embaixada)

## América
- Argentina
  - Buenos Aires (Embaixada)
- Brasil
  - Brasília (Embaixada)
- Canadá
  - Ottawa (Embaixada)
- Chile
  - Santiago (Embaixada)
- Colômbia
  - Bogotá (Embaixada)
- Cuba
  - La Habana (Embaixada)
- Estados Unidos
  - Washington DC (Embaixada)
  - Los Angeles (Consulado-Geral)
  - Nova Iorque (Consulado-Geral)
- Guatemala
  - Cidade da Guatemala (Embaixada)
- México
  - Cidade do México (Embaixada)

## Oriente Médio
- Arábia Saudita
  - Riad (Embaixada)
- Emirados Árabes Unidos
  - Abu Dhabi (Embaixada)
- Irão
  - Teerã (Embaixada)
- Israel
  - Tel Aviv (Embaixada)
  - Jerusalém (Consulado-Geral)
- Jordânia
  - Amã (Embaixada)
- Síria
  - Damasco (Embaixada)
- Turquia
  - Ancara (Embaixada)
  - Istambul (Consulado-Geral)

## África
- África do Sul
  - Pretória (Embaixada)
- Angola
  - Luanda (Embaixada)
- Argélia
  - Argel (Embaixada)
- Botswana
  - Gaborone (Embaixada)
- Egito
  - Cairo (Embaixada)
- Etiópia
  - Adis-Abeba (Embaixada)
- Quênia
  - Nairobi (Embaixada)
- Marrocos
  - Rabat (Embaixada)
- Moçambique
  - Maputo (Embaixada)
- Nigéria
  - Abuja (Embaixada)
- República Democrática do Congo
  - Kinshasa (Embaixada)
- Senegal
  - Dakar (Embaixada)
- Tanzânia
  - Dar es Salaam (Embaixada)
- Zâmbia
  - Lusaka (Embaixada)
- Zimbabwe
  - Harare (Embaixada)

## Ásia
- Bangladesh
  - Dacca (Embaixada)
- China
  - Pequim (Embaixada)
  - Cantão (Consulado-Geral)
  - Hong Kong (Consulado-Geral)
  - Xangai (Consulado-Geral)
- Coreia do Norte
  - Pyongyang (Embaixada)
- Coreia do Sul
  - Seul (Embaixada)
- Filipinas
  - Manila (Embaixada)
- Índia
  - Nova Délhi (Embaixada)
- Indonésia
  - Jacarta (Embaixada)
- Japão
  - Tóquio (Embaixada)
- Laos
  - Vientiane (Embaixada)
- Malásia
  - Kuala Lumpur (Embaixada)
- Paquistão
  - Islamabad (Embaixada)
- Singapura
  - Singapura (Embaixada)
- Sri Lanka
  - Colombo (Embaixada)
- Tailândia
  - Bangkok (Embaixada)
  - Phuket (Consulado-Geral)
- Vietname
  - Hanói (Embaixada)

## Oceania
- Austrália
  - Camberra (Embaixada)

## Organizações multilaterais
- Bruxelas (Missão permanente da Suécia ante a União Europeia e OTAN)
- Genebra (Missão permanente da Suécia ante as Nações Unidas e outras organizações internacionais)
- Nairóbi (Missão permanente da Suécia ante as Nações Unidas e outras organizações internacionais)
- Nova Iorque (Missão permanente da Suécia ante as Nações Unidas)
- Paris (Misión Permanente de Suecia ante la OCDE y Unesco)
- Roma (Misión Permanente de Suecia ante la Organização das Nações Unidas para a Alimentação e a Agricultura)
- Viena (Missão permanente da Suécia ante as Nações Unidas)